# Black Mesa Research Facility
Black Mesa Research Facility er et fiktivt underjordisk laboratorium i computerspillet Half-Life og dets udvidelsespakker Blue Shift og Opposing Force. Stedet er beliggende i New Mexicos ørken og de fleste hændelser i spillet finder sted her, blandt andet Black Mesa Incident.

## Forskning
Black Mesa er bygget op af mange afdelinger, blandt andet et missillager, som blev bygget i 1950. Black Mesas forskning dækker mange områder, eksempelvis stråling, raket- og missilforskning, teoretisk fysik, laser- og atomfysik. Black Mesa laver også dele til atomvåben. Udover de nævnte aktiviteter, laver Black Mesa også meget fortrolige ting som for eksempel forskning i high-tech våben, og flerdimensional teleportering, og de har bl.a. opdaget et andet univers, Xen.

## Historie
I åbningssekvensen af Half-Life er hovedpersonen Gordon Freeman på vej med tog til Black Mesa. Speakeren fortæller, at Black Mesa søger folk med baggrund i teoretisk fysik, bioteknologi og andre high-tech forskningsområder. I starten af både Half-Life og dets udvidelser lærer man meget om Black Mesa, bl.a. at stedet har strenge sikkerhedsprocedurer, og hver eneste medarbejder skal igennem mange visitationer, hver gang de skal arbejde. Det afsløres dog ikke, hvor stort Black Mesa rent faktisk er. I slutningen af Half-Life: Opposing Force bliver Black Mesa udslettet af en atombombe, som blev plantet af Black Ops styrken.

## Faciliteter
Black Mesa har ekstremt mange lagringsområder, laboratorier, testfaciliteter og administrationskontorer. Eftersom Black Mesas medarbejdere skal bo i Black Mesa, er der også mange personalefaciliteter. Som eksempler kan nævnes: møntvaskerier, sportsarenaer, basketballbaner, swimmingpools, spillemaskiner, fast food-restaurant og en bar. Black Mesa har også dets egen avis, The Mesa Times. I Blue Shift lærer man mange yderligere detaljer om Black Mesa, for eksempel står der i Barney Calhouns ansættelsespapirer, at Black Mesa også udfører forsøg, der involverer bizare dyr fra hele verden, men disse dyr er i virkeligheden væsener fra Xen. I de samme sider står der, at sikkerhedsvagterne skal arbejde sammen med personale fra HECU, i tilfælde af at der skulle større ulykker sted.

## Motto
Black Mesas motto er "Working to build a better tomorrow for all mankind" ("Vi arbejder for en bedre morgendag").